# Albiola
Albiola (Aybolas nei documenti antichi, Ebòlas in Costantino Porfirogenito) era un centro portuale della Laguna Veneta che sorgeva a sud dell'attuale San Pietro in Volta, in località Portosecco. 
Le cronache riferiscono che Albiola, vista la posizione geografica ai margini dell'estuario, fu esposta ai devastanti attacchi di eserciti nemici: si citano la calata di Pipino dell'810, l'invasione degli Ungari dell'899, l'arrivo dei Genovesi durante la guerra di Chioggia del 1379.
Le informazioni che si desumono dai documenti, in realtà, sono assai più esigue. Difficile, anzitutto, individuare la collocazione precisa del centro a causa delle profonde mutazioni che nei secoli subì il fragile ambiente lagunare. Si evince che il centro sorgeva sul breve e stretto litorale detto lido di Albiola o di Pastene, presso la foce del Medoacus Minor che la divideva, a sud, dal lido di Pellestrina. Resta inoltre da capire se Albiola si trovasse sulla riva sinistra o sulla riva destra del fiume. 
Confuse anche le notizie attorno alla località di Pastene: non è chiaro se questa vada identificata con la stessa Albiola o se ne costituisse un sobborgo, come il porto, o, ancora – ed è l'ipotesi più probabile – se si trattasse di un centro abitato distinto.
Albiola finì poco più tardi per decadere e scomparire definitivamente a causa dell'interramento del porto dovuto ai detriti trasportati dal Medoaco, da cui l'attuale toponimo Portosecco, attestato sin dal 1446.